# Saskatchewan Storm
El Saskatchewan Storm fue un equipo de baloncesto canadiense con sede en Saskatoon, Saskatchewan, que compitió tres temporadas en la World Basketball League. Disputaba sus partidos como local en el Saskatchewan Place, pabellón con capacidad para 15.195 espectadores.

## Historia
El equipo se creó en 1990, y en su primera temporada en la liga acabó en la sexta posición de la fase regular, con 19 victorias y 17 derrotas, lo que le dio derecho a disputar los playoffs, en los que cayó en primera ronda ante Las Vegas Silver Streaks. Al año siguiente acabó la temporada regular con 25 victorias y 26 derrotas, en la tercera posición de la División Norte, clasificándose para los playoffs en los que derrotó a Youngstown Pride en primera ronda y cayó en las semifinales ante los Calgary 88's. Ya en su última temporada llevaba 12 victorias y 21 derrotas cuando la liga desapareció.

## Temporadas
| Temporada | Liga | Denominación        | G  | P  | %    | Puesto | Play-off    |
| --------- | ---- | ------------------- | -- | -- | ---- | ------ | ----------- |
| 1990      | WBL  | Saskatchewan Storms | 19 | 27 | 41,3 | 6º     | 1ª ronda    |
| 1991      | WBL  | Saskatchewan Storm  | 25 | 26 | 49,0 | 3º     | Semifinales |
| 1992      | WBL  | Saskatchewan Storm  | 12 | 21 | 36,4 | 7º     | -           |

## Jugadores destacados
- Dudley Bradley